# Tiny Moving Parts
Tiny Moving Parts är ett amerikanskt rock-emoband från Benson, Minnesota. Bandet består av bröderna William Chevalier (trummor) och Matthew Chevalier (elbas) samt deras kusin Dylan Mattheisen (elgitarr, sång).

## Diskografi
- "Waves Rise, Waves Recede, the Ocean Is Full of Waves" (2008)
- "Moving to Antarctica" (2010)
- "This Couch Is Long & Full of Friendship" (2013)
- "Pleasant Living" (2014)
- "Celebrate" (2016)
- "Swell" (2018)
- "Breathe" (2019)